# Trượt băng nằm ngửa tại Thế vận hội Mùa đông 2018 - Đôi
Nội dung trượt băng nằm ngửa đôi tại Thế vận hội Mùa đông 2018 diễn ra vào ngày 14 tháng 2 năm 2018 tại Alpensia Sliding Centre gần Pyeongchang, Hàn Quốc.

## Kết quả
| Hạng | STT | Tên                                   | Quốc gia                     | Lượt 1 | Hạng | Lượt 2 | Hạng | Tổng     | Kém    |
| ---- | --- | ------------------------------------- | ---------------------------- | ------ | ---- | ------ | ---- | -------- | ------ |
| 1    | 3   | Tobias Wendl Tobias Arlt              | Đức                          | 45.820 | 1    | 45.877 | 1    | 1:31.697 | –      |
| 2    | 5   | Peter Penz Georg Fischler             | Áo                           | 45.891 | 2    | 45.894 | 2    | 1:31.785 | +0.088 |
| 3    | 4   | Toni Eggert Sascha Benecken           | Đức                          | 45.931 | 3    | 46.056 | 3    | 1:31.987 | +0.290 |
| 4    | 12  | Thomas Steu Lorenz Koller             | Áo                           | 46.172 | 5    | 46.112 | 5    | 1:32.284 | +0.587 |
| 5    | 9   | Tristan Walker Justin Snith           | Canada                       | 46.134 | 4    | 46.235 | 6    | 1:32.369 | +0.672 |
| 6    | 2   | Andris Šics Juris Šics                | Latvia                       | 46.336 | 9    | 46.106 | 4    | 1:32.442 | +0.745 |
| 7    | 11  | Ivan Nagler Fabian Malleier           | Ý                            | 46.320 | 8    | 46.243 | 7    | 1:32.563 | +0.866 |
| 8    | 16  | Justin Krewson Andrew Sherk           | Hoa Kỳ                       | 46.310 | 7    | 46.342 | 10   | 1:32.652 | +0.955 |
| 9    | 18  | Park Jin-yong Cho Jung-myung          | Hàn Quốc                     | 46.396 | 10   | 46.276 | 8    | 1:32.672 | +0.975 |
| 10   | 8   | Matthew Mortensen Jayson Terdiman     | Hoa Kỳ                       | 46.244 | 6    | 46.443 | 13   | 1:32.687 | +0.990 |
| 11   | 1   | Alexander Denisyev Vladislav Antonov  | Vận động viên Olympic từ Nga | 46.437 | 11   | 46.344 | 11   | 1:32.781 | +1.084 |
| 12   | 7   | Wojciech Chmielewski Jakub Kowalewski | Ba Lan                       | 46.609 | 13   | 46.478 | 14   | 1:33.087 | +1.390 |
| 13   | 14  | Lukáš Brož Antonín Brož               | Cộng hòa Séc                 | 46.570 | 12   | 46.582 | 16   | 1:33.152 | +1.455 |
| 14   | 6   | Oskars Gudramovičs Pēteris Kalniņš    | Latvia                       | 46.890 | 17   | 46.317 | 9    | 1:33.207 | +1.510 |
| 15   | 10  | Ludwig Rieder Patrick Rastner         | Ý                            | 46.709 | 14   | 46.567 | 15   | 1:33.276 | +1.579 |
| 16   | 15  | Andrei Bogdanov Andrei Medvedev       | Vận động viên Olympic từ Nga | 47.106 | 19   | 46.402 | 12   | 1:33.508 | +1.811 |
| 17   | 19  | Marek Solčanský Karol Stuchlák        | Slovakia                     | 46.780 | 15   | 46.811 | 17   | 1:33.591 | +1.894 |
| 18   | 20  | Matěj Kvíčala Jaromír Kudera          | Cộng hòa Séc                 | 46.818 | 16   | 46.910 | 18   | 1:33.728 | +2.031 |
| 19   | 13  | Cosmin Atodiresei Ștefan Musei        | România                      | 47.101 | 18   | 47.171 | 19   | 1:34.272 | +2.575 |
| 20   | 17  | Oleksandr Obolonchyk Roman Zakharkiv  | Ukraina                      | 48.316 | 20   | 47.401 | 20   | 1:35.717 | +4.020 |